# جون أويفيند أندرسن
جون أويفيند أندرسن (بالنرويجية البوكمول: Jon Øyvind Andersen)‏ هو عازف قيثارة وموسيقي نرويجي، ولد في 29 يوليو 1965.

## وصلات خارجية
- جون أويفيند أندرسن على موقع ميوزك برينز (الإنجليزية)
- جون أويفيند أندرسن على موقع ميوزك برينز (الإنجليزية)
- جون أويفيند أندرسن على موقع ديسكوغز (الإنجليزية)